# فيليبي دياز دا سيلفا دال بيلو
فيليب دياز دا سيلفا دال بيلو (بالبرتغالية:Felipe Dias da Silva dal Belo) الشهير باسم فيليب (مواليد 31 أغسطس 1984 في غواراتينغويتا - البرازيل) لاعب كرة قدم برازيلي يلعب حاليا لصالح نادي الدرجة الأولى فيورنتينا الإيطالي منذ 2010 في مركز قلب الدفاع .

## روابط خارجية
- فيليبي دياز دا سيلفا دال بيلو على موقع قاعدة بيانات كرة القدم.إي يو (الإنجليزية)
- فيليبي دياز دا سيلفا دال بيلو على موقع Soccerway.com (الإنجليزية)
- فيليبي دياز دا سيلفا دال بيلو على موقع عالم كرة القدم.نت (الإنجليزية)
- فيليبي دياز دا سيلفا دال بيلو على موقع AS.com (الإسبانية)